# Oskar Roth
Oskar Roth (Heidelberg, 23 febbraio 1933 – 12 marzo 2019) è stato un cestista, pallamanista e allenatore di pallamano tedesco.

## Carriera

### Pallacanestro
Con la Germania Ovest ha partecipato a quattro edizioni dei campionati europei (1951, 1953, 1955, 1961).